# Polígono de tiro

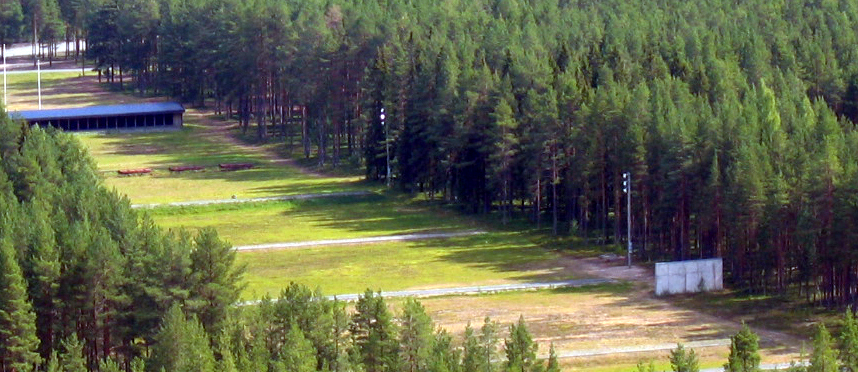
Un polígono de tiro al aire libre con un área de tiro cubierta y varias graderías descubiertas. Los blancos están colocados en el pie de la montaña, desde donde está tomada la fotografía. Este polígono en particular es usando tanto por civiles como por miembros del Ejército sueco Norrbotten Regimiento.

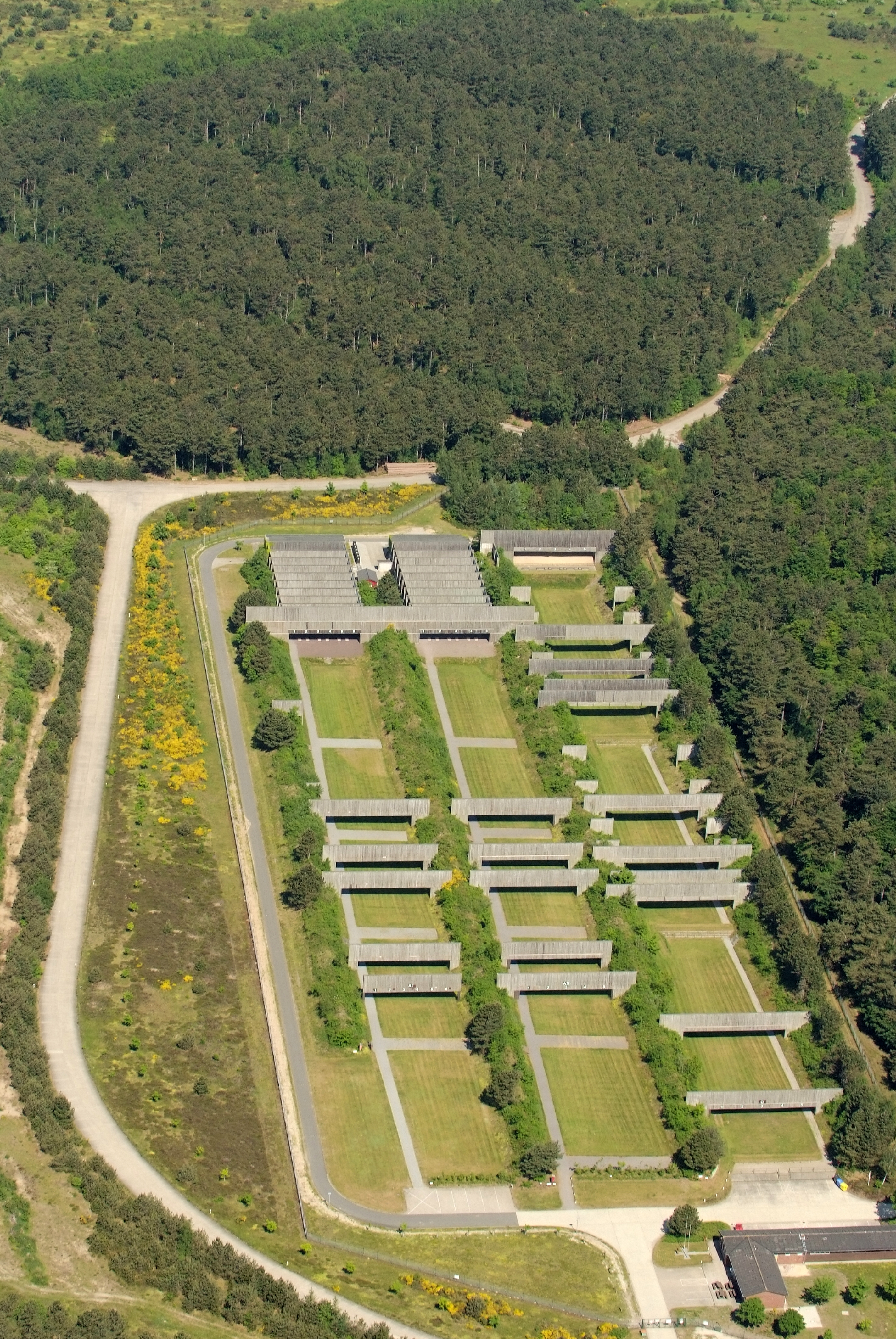
Vista aérea de un polígono de tiro en Cuxhaven-Altenbruch, Alemania (2012)

Un polígono de tiro, campo de tiro o galería de tiro (en el caso de recintos cerrados) es un establecimiento especializado diseñado para la práctica de armas de fuego. Cada establecimiento es normalmente vigilado por uno o más empleados de supervisión, denominado maestro de polígono o "Agente de Seguridad del polígono" (Range Safety Office (RSO) en los Estados Unidos) o "Agente Conductor del Polígono" (Range Conducting Officer (RCO) en el Reino Unido). Este personal de supervisión es el responsable de asegurarse que todas las medidas de seguridad para armas de fuego son implementadas en todo momento.
Los polígonos de tiro pueden ser al aire libre o en recintos cerrados. En cada país la cantidad, restricciones y el tipo de armas es diferente, depende de las leyes de armas que haya en cada uno de ellos.